# 쿠쿠테니-트리필랴 문화
쿠쿠테니-트리필랴 문화(Cucuteni–Trypillia culture)는 동유럽의 신석기-순동기(기원전 5500년경-기원전 2750년경) 고고문화다.
지리적 범위는 카르파티아산맥에서 동쪽으로 드네스트르강을 건너 드니프로강에 이르렀다. 오늘날의 몰도바가 이 문화권의 정중앙에 위치하며, 동서로 오늘날의 우크라이나 서부와 루마니아 동북부가 일부 포함되어 총 면적은 350,000 평방킬로미터에 달한다.
중기 쿠쿠테니 문화인들은 신석기 시대 유럽에서 가장 거대한 정착지들을 건설했고, 개중에는 건물이 3천 개, 수용 인구가 2만-4만 6000 명에 이르는 소도시 수준의 정착지도 있었다.
이 고고문화의 가장 큰 특징은 60-80년을 주기로 건물을 모조리 불질러 없앴다는 것인데(소실가옥 지평), 도대체 왜 그랬던 것인지는 고고학자들 사이에 논쟁의 대상이 되고 있다. 루마니아 포두리 유적지에서는 이렇게 태우고 짓고를 반복한 유구가 13층이나 발굴되기도 했다.
이 고고문화를 처음 발견한 비켄티 흐보이카는 쿠쿠테니-트리필랴 문화인들이 슬라브족의 조상일 것이라고 주장했으나, 이 학설은 현재 받아들여지지 않는다.

## 같이 보기
- 우크라이나의 역사
- 고유럽
- 원시 인도유럽인
- 얌나야 문화